# Beatrice del Portogallo
Beatrice Fernandez di Borgogna (Beatriz in spagnolo, in asturiano, in aragonese, in portoghese, in galiziano, in basco e in tedesco, Beatriu in catalano, Beatrix in fiammingo, Béatrice in francese e Beatrice in inglese; Coimbra, dicembre 1372 – Madrigal, dopo il 1409), regina consorte di Castiglia e León dal 1383 al 1390 e regina de jure del Portogallo e dell'Algarve dal 1383 al 1385.
Era la figlia terzogenita del re del Portogallo e dell'Algarve, Ferdinando I e della moglie, Eleonora Telles de Menezes.
È stata l'ultima sovrana della casata dei Capetingi di Borgogna, alla sua morte subentrò la casa d'Aviz.

## Biografia
Nel 1379, suo padre, il re Ferdinando, dopo la morte dei figli maschi, aveva designato il fratellastro, Giovanni, figlio del re del Portogallo Pietro I il Giustiziere e della sua terza moglie, Inés de Castro, come suo erede; ma la madre, la regina consorte, Eleonora Telles de Menezes, rivendicando gli interessi di Beatrice si oppose e Giovanni fu costretto a fuggire in Castiglia

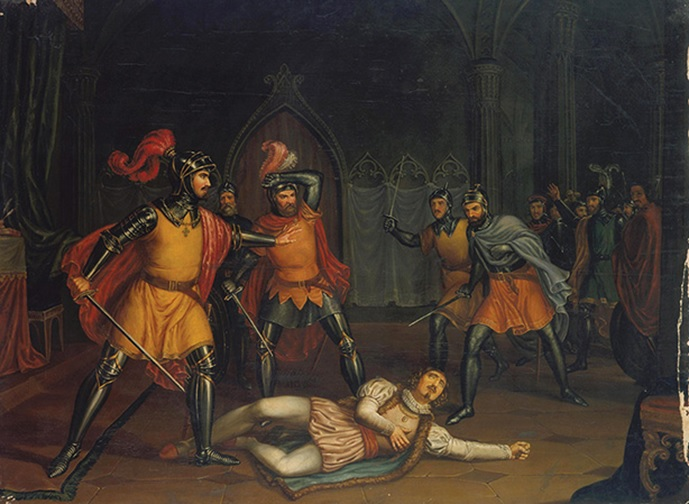
Morte del Conte Andeiro (Museo Nazionale Soares dos Reis, Porto)

Temendo il potere crescente del regno di Castiglia, dopo la morte di Enrico II di Trastamara (1379), il padre, il re Ferdinando si alleò con lo zio del re d'Inghilterra, Riccardo II, il duca di Lancaster, Giovanni, che, per diritto di matrimonio, ambiva alla corona di Castiglia, e, nel luglio 1380, fidanzò Beatrice con Edoardo, figlio del fratello di Giovanni, il conte di Cambridge Edmondo, che ebbe il comando delle truppe inglesi di invasione della Castiglia.
Dopo che Ferdinando e gli alleati inglesi avevano attaccato, il nuovo re di Castiglia, Giovanni I di Trastamara inviò la flotta castigliana alla foce del Tago e, nel marzo del 1382, pose l'assedio a Lisbona. La città resistette e, nell'agosto dello stesso anno, a Elvas, fu siglata una pace, all'insaputa dell'alleato inglese, che ribaltò le alleanze e a garanzia dell'accordo, l'erede al trono del Portogallo, Beatrice veniva promessa in sposa a Ferdinando, il più giovane dei figli di Giovanni I; essendo però, il 13 agosto, morta la moglie di Giovanni I, Eleonora d'Aragona, Giovanni I sostituì il figlio, nel contratto di matrimonio.
Il contratto di matrimonio prevedeva la clausola che finché un figlio di Beatrice non avesse raggiunto l'età di 14 anni, in caso di morte di Ferdinando la reggenza sarebbe stata della regina madre, Eleonora Telles de Menezes.
Beatrice, futura regina del Portogallo sposò Giovanni I di Trastamara, nell'aprile del 1383, nella cattedrale di Badajoz.

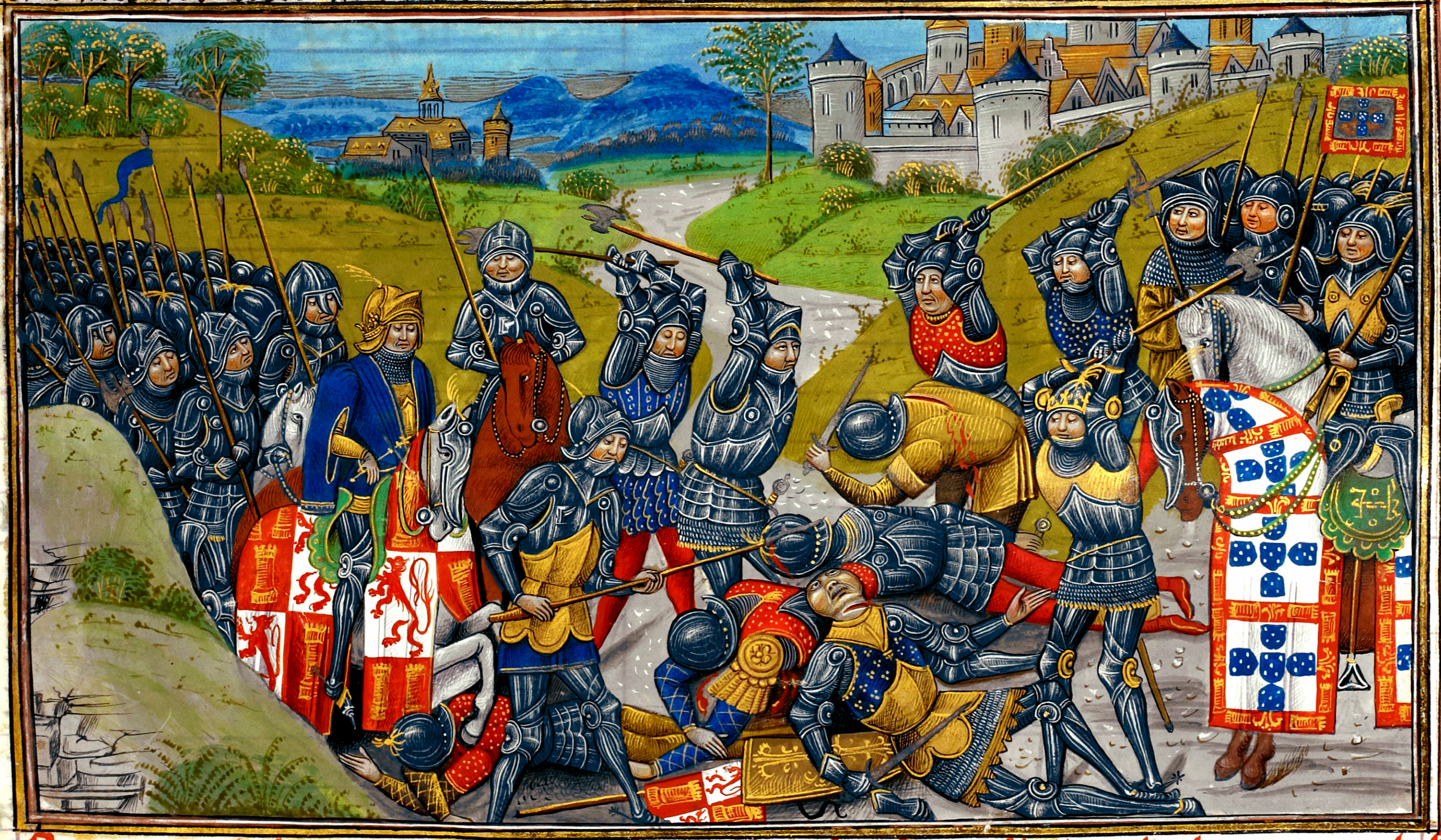
Il genio militare di Nuno Álvares Pereira fu decisivo nella battaglia di Aljubarrota

Nell'ottobre del 1383, alla morte di Ferdinando del Portogallo, come da accordi prematrimoniali, la regina Eleonora assunse la reggenza del regno del Portogallo per conto di Beatrice, che era succeduta al padre come regina.
Ma in Portogallo non tutti accettarono la situazione in quanto la reggente aveva fama di adultera (con il conte di Ourém, Giovanni Fernandez Andeiro) ed inoltre se Beatrice fosse premorta a Giovanni di Castiglia, si sarebbero trovati un re straniero.
In questa situazione di malcontento, due persone di rango reale, fratellastri del defunto re Ferdinando, venivano indicate come degne di poter salire sul trono del Portogallo e quindi contendere il trono a Beatrice:
- il già citato, Giovanni del Portogallo, divenuto duca di Valencia de Campos, che si era rifugiato in Castiglia, e
- Giovanni di Aviz, Gran Maestro dell'Ordine d'Aviz, che era figlio del re del Portogallo Pietro I il Giustiziere e della sua amante, Teresa Gille Lourenço, figlia di un mercante di Lisbona, Lourenço Martins.

Un gruppo di nobili, tra cui Nuno Álvares Pereira, nel dicembre del 1383, proclamò Giovanni di Aviz difensore del regno e quest'ultimo, oltre a decretarne l'esecuzione, assassinò il filocastigliano Andeiro, anche per la sua scandalosa condotta con la reggente, e dopo aver decretato la deposizione della regina, Beatrice, divenne la guida della rivolta contro la reggente.
La reggente, Eleonora, ritiratasi a Santarem, città a lei fedele, nel gennaio del 1384, chiamò in suo aiuto Giovanni di Castiglia, che invase il Portogallo e entrando in Santarem, reclamò il regno per conto della moglie, Beatrice, e subentrò ad Eleonora Telles de Menezes nel governo del Portogallo.
Nel mese di marzo, Giovanni mise l'assedio a Lisbona, ma, a Los Atoleiros, il 6 aprile 1384, venne sconfitto da Nuno Álvares Pereira.
Mentre la città di Porto, dopo aver aderito alla causa autonomista (anticastigliana), prima respinse un attacco di truppe castigliane provenienti dalla Galizia guidate dell'arcivescovo di Compostela, poi inviò, in aiuto di Lisbona, uno squadrone che, forzato il blocco castigliano sul Tago, ruppe l'assedio, nel mese di agosto di quello stesso anno.
Tra gli assedianti si era diffusa la peste e quando la moglie Beatrice si ammalò Giovanni rientrò in Castiglia, nel mese di settembre, mentre Eleonora rimase a Santarem per proseguire la guerra civile (conosciuta come Crisi del 1383-1385 o come Interregnum).

Nell'aprile del 1385, le Cortes portoghesi furono convocate a Coimbra, per decidere della successione alla corona: gli autonomisti erano divisi tra il difensore del regno, Giovanni di Aviz e l'altro Giovanni, il duca di Valencia de Campos (un feudo leonese). Tra i due cognati della reggente fu scelto Giovanni di Aviz, che, oltre ad aver combattuto nella guerra civile, aveva anche l'appoggio di Nuno Álvares Pereira, che quindi, il 6 aprile, divenne re ed assunse il nome di Giovanni I.
Nella primavera del 1385, Giovanni I di Castiglia inviò la flotta alla foce del Tago che pose il blocco a Lisbona, mentre lui, dopo aver subito una sconfitta a Trancoso nel maggio 1385, a giugno, invase il Portogallo con un esercito di 32.000 uomini, tra castigliani e francesi. Il re del Portogallo poteva opporre solo 6.500 uomini (inclusi 200 arcieri inglesi), tutti appiedati, condotti da Nuno Álvares Pereira; lo scontro avvenne il 14 agosto del 1385 ad Aljubarrota, Alcobaça e la vittoria fu così netta che i portoghesi entrarono in Castiglia e, il 15 ottobre, sconfissero i castigliani anche a Valverde.
Dopo la sconfitta delle armi castigliane, Beatrice accettò la situazione e visse in Castiglia come regina consorte sino al 1390, quando suo marito Giovanni I di Castiglia morì per una caduta da cavallo.
Beatrice ricevette in appannaggio la signoria di Medina del Campo, Cuéllar, Olmedo e Arévalo.
Morì, a Madrigal, Regno di Castiglia, dopo il 1409, all'età di circa 40 anni, e fu sepolta nella città di Toro, nel convento dello Spirito Santo, da lei fondato.

## Figli
Beatrice a Giovanni diede un figlio:
- Michele di Castiglia (1384-1385), che fu erede al trono del Portogallo

## Ascendenza
|                                   |                           |                                  | Genitori                     |  |  | Nonni |  |  | Bisnonni                  |  |  | Trisnonni              |  |
|                                   |                           |                                  |                              |  |  |       |  |  | Alfonso IV del Portogallo |  |  | Dionigi del Portogallo |  |
|                                   |                           |                                  |                              |  |  |       |  |  | Alfonso IV del Portogallo |  |  | Dionigi del Portogallo |  |
|                                   |                           | Isabella d'Aragona               |                              |  |  |       |  |  | Alfonso IV del Portogallo |  |  |                        |  |
| Pietro I del Portogallo           |                           |                                  |                              |  |  |       |  |  | Alfonso IV del Portogallo |  |  |                        |  |
|                                   |                           | Beatrice di Castiglia            | Sancho IV di Castiglia       |  |  |       |  |  |                           |  |  |                        |  |
|                                   |                           | Beatrice di Castiglia            | Sancho IV di Castiglia       |  |  |       |  |  |                           |  |  |                        |  |
|                                   |                           | Beatrice di Castiglia            | Maria di Molina              |  |  |       |  |  |                           |  |  |                        |  |
| Ferdinando I del Portogallo       |                           | Beatrice di Castiglia            |                              |  |  |       |  |  |                           |  |  |                        |  |
|                                   |                           | Giovanni Emanuele di Castiglia   | Manuele di Castiglia         |  |  |       |  |  |                           |  |  |                        |  |
|                                   |                           | Giovanni Emanuele di Castiglia   | Manuele di Castiglia         |  |  |       |  |  |                           |  |  |                        |  |
|                                   |                           | Giovanni Emanuele di Castiglia   | Beatrice di Savoia           |  |  |       |  |  |                           |  |  |                        |  |
| Costanza Manuel                   |                           | Giovanni Emanuele di Castiglia   |                              |  |  |       |  |  |                           |  |  |                        |  |
|                                   |                           | Costanza d'Aragona               | Giacomo II d'Aragona         |  |  |       |  |  |                           |  |  |                        |  |
|                                   |                           | Costanza d'Aragona               | Giacomo II d'Aragona         |  |  |       |  |  |                           |  |  |                        |  |
|                                   |                           | Costanza d'Aragona               | Bianca di Napoli             |  |  |       |  |  |                           |  |  |                        |  |
| Beatrice del Portogallo           |                           | Costanza d'Aragona               |                              |  |  |       |  |  |                           |  |  |                        |  |
|                                   | Alfonso Telles de Menezes | Gonzalo Eanes de Meneses         |                              |  |  |       |  |  |                           |  |  |                        |  |
|                                   | Alfonso Telles de Menezes | Gonzalo Eanes de Meneses         |                              |  |  |       |  |  |                           |  |  |                        |  |
|                                   | Alfonso Telles de Menezes | Urraca Fernández de Lima         |                              |  |  |       |  |  |                           |  |  |                        |  |
| Martino Alfonso Telles de Menezes | Alfonso Telles de Menezes |                                  |                              |  |  |       |  |  |                           |  |  |                        |  |
|                                   |                           | Berenguela Lorenzo de Valladares | Lorenzo Suárez de Valladares |  |  |       |  |  |                           |  |  |                        |  |
|                                   |                           | Berenguela Lorenzo de Valladares | Lorenzo Suárez de Valladares |  |  |       |  |  |                           |  |  |                        |  |
|                                   |                           | Berenguela Lorenzo de Valladares | Sancha Núñez de Chacim       |  |  |       |  |  |                           |  |  |                        |  |
| Eleonora Telles de Menezes        |                           | Berenguela Lorenzo de Valladares |                              |  |  |       |  |  |                           |  |  |                        |  |
|                                   |                           | Juan Méndez de Vasconcelos       | Men Rodríguez de Vasconcelos |  |  |       |  |  |                           |  |  |                        |  |
|                                   |                           | Juan Méndez de Vasconcelos       | Men Rodríguez de Vasconcelos |  |  |       |  |  |                           |  |  |                        |  |
|                                   |                           | Juan Méndez de Vasconcelos       | María Martínez Zote          |  |  |       |  |  |                           |  |  |                        |  |
| Aldonza Eanes de Vasconcelos      |                           | Juan Méndez de Vasconcelos       |                              |  |  |       |  |  |                           |  |  |                        |  |
|                                   |                           | Aldara Alfonso Alcoforado        | Vasco Alfonso Alcoforado     |  |  |       |  |  |                           |  |  |                        |  |
|                                   |                           | Aldara Alfonso Alcoforado        | Vasco Alfonso Alcoforado     |  |  |       |  |  |                           |  |  |                        |  |
|                                   |                           | Aldara Alfonso Alcoforado        | Beatriz Martínez Barreto     |  |  |       |  |  |                           |  |  |                        |  |
|                                   |                           | Aldara Alfonso Alcoforado        |                              |  |  |       |  |  |                           |  |  |                        |  |